# Ihor Bjelanov
Igor Ivanovytsj Bjelanov (Oekraïens: Ігор Іванович Бєланов; Russisch: Игорь Беланов: Igor Belanov; Odessa, 25 september 1960) is een voormalig Oekraïense voetballer, die in 1986 Europees voetballer van het jaar was. Bilanov werd geboren in de Oekraïense stad Odessa.

## Clubcarrière
Van 1985 tot 1989 speelde hij voor Dynamo Kiev. In 1986 wist hij met Dynamo Kiev de Europacup II te winnen. Dit leidde ook tot zijn uitverkiezing tot Europees voetballer van het jaar. In 1988 wist Hans van Breukelen op het EK een penalty van Bjelanov te stoppen in de finale tussen Nederland en de Sovjet-Unie.

## Interlandcarrière
Bjelanov kwam in totaal 33 keer (acht doelpunten) uit voor de nationale ploeg van de Sovjet-Unie in de periode 1985-1990. Hij maakte zijn debuut op 2 mei 1985 in de WK-kwalificatiewedstrijd tegen Zwitserland (4-0). Hij viel in dat duel na 77 minuten in voor Hennadij Lytovtsjenko.
| Interlanddoelpunten | Interlanddoelpunten | Interlanddoelpunten | Interlanddoelpunten                          | Interlanddoelpunten | Interlanddoelpunten | Interlanddoelpunten | Interlanddoelpunten |
| #                   | Datum               | Locatie             | Wedstrijd                                    | Goal(s)             | Score               | Uitslag             | Wedstrijd           |
| ------------------- | ------------------- | ------------------- | -------------------------------------------- | ------------------- | ------------------- | ------------------- | ------------------- |
| 1                   | 02/06/1986          | Irapuato            | Sovjet-Unie – Hongarije                      | 23' (pen.)          | 3 – 0               | 6 – 0               | WK-eindronde        |
| 2                   | 15/06/1986          | León                | België – Sovjet-Unie                         | 28'                 | 0 – 1               | 4 – 3               | WK-eindronde        |
| 3                   | 15/06/1986          | León                | België – Sovjet-Unie                         | 70'                 | 1 – 2               | 4 – 3               | WK-eindronde        |
| 4                   | 15/06/1986          | León                | België – Sovjet-Unie                         | 111' (pen.)         | 4 – 3               | 4 – 3               | WK-eindronde        |
| 5                   | 11/10/1986          | Parijs              | Frankrijk – Sovjet-Unie                      | 67'                 | 0 – 1               | 0 – 2               | EK-kwalificatie     |
| 6                   | 29/10/1986          | Simferopol          | Sovjet-Unie – Noorwegen                      | 27' (pen.)          | 2 – 0               | 4 – 0               | EK-kwalificatie     |
| 7                   | 29/04/1987          | Kiev                | Sovjet-Unie – Duitse Democratische Republiek | 49'                 | 2 – 0               | 2 – 0               | EK-kwalificatie     |
| 8                   | 28/10/1987          | Simferopol          | Sovjet-Unie – IJsland                        | 15'                 | 1 – 0               | 2 – 0               | EK-kwalificatie     |

## Oorlog in Oekraïne
Op 7 april 2022 verscheen op het Twitter-account van de Oekraïense krant Hromadske een foto van Bilanov met een geweer en gewapende militairen aan het front in de oorlog met Rusland.
- Tweet van Hromadske